# Sewellina reducta
Sewellina reducta är en kräftdjursart som beskrevs av Krishnaswamy 1956. Sewellina reducta ingår i släktet Sewellina och familjen Cylindropsyllidae. Inga underarter finns listade i Catalogue of Life.